# Sint-Odakapel (Boshoven)

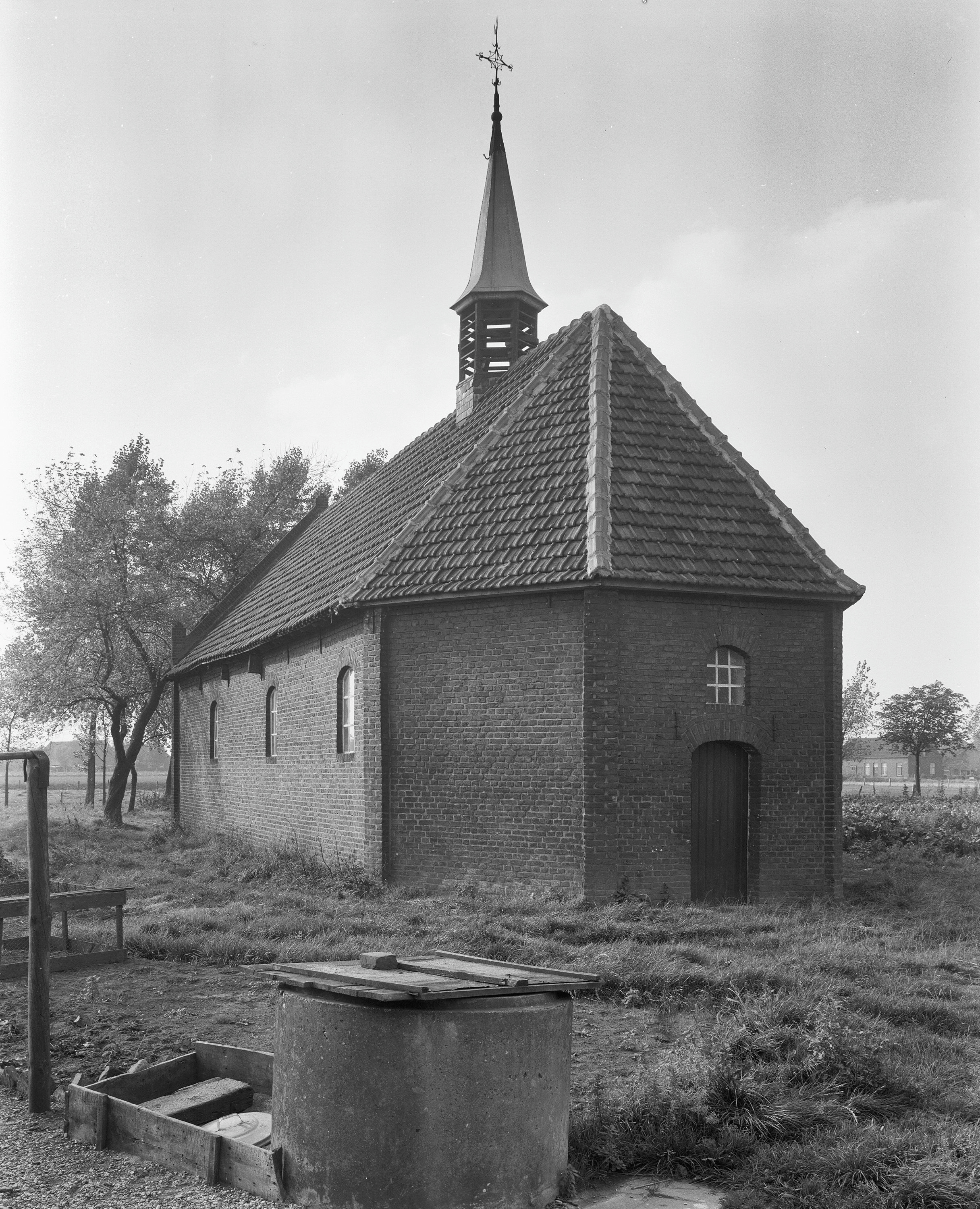
Sint-Odakapel

De Sint-Odakapel (ook: Sint-Oda en Sint-Apolloniakapel of Schanskapel) is een betreedbare kapel te Boshoven in de Nederlandse gemeente Weert. De kapel staat aan de Schansbeemdweg 11 binnen de Boshoverschans.
Op ongeveer 165 meter naar het noordwesten staat de Onze-Lieve-Vrouw-van-Bijstand-in-Noodkapel.
De kapel is gewijd aan de heiligen Oda van Brabant en Apollonia van Alexandrië.

## Geschiedenis
Volgens de overlevering zou Oda, na vele omzwervingen op de vlucht voor haar vader, via Venray, uiteindelijk in Boshoven zijn aangekomen, waar haar verblijf echter werd verraden door een ekster, waarop ze naar Sint-Oedenrode zou zijn gegaan. Oda wordt aangeroepen tegen oogziekten. Apollonia wordt tegen tandpijn aangeroepen.
In de 17e eeuw tot de jaren 1930 was de kapel een bedevaartplaats.
Reeds in 1485 wordt melding gemaakt van een aan de Heilige Oda gewijde kapel. De huidige kapel stamt uit het begin van de 18e eeuw, maar ze bevat een houten gebint uit de 16e of wellicht de 15e eeuw. Boven de ingang van de kapel staat in een nis een beeld van Oda met daarboven op een gevelsteen het jaartal 1722. De kapel heeft een dakruitertje. De kapel werd in 1985 door de buurtbewoners opgeknapt.

## Beelden
De op de schans gelegen kapel bezit een 16e-eeuws Sint-Odabeeld, gesneden door een lokale houtsnijder en in de stijl van de Meester van Elsloo. Ze houdt een boek vast en een tak, waarop een ekster zit. De laatste werd waarschijnlijk in de 18e eeuw toegevoegd. In het interieur bevindt zich een altaar, dat wordt geflankeerd door een Odabeeld en een Apolloniabeeld (Apollonia wordt aangeroepen tegen tandpijn).
Het Sint-Odabeeld is voorzien van de tekst: besoeCt Dese pLaetse VVant de heYLIge oDa heeft aLhier geVVoont, een chronogram dat 1773 oplevert. Een ander Odabeeld is vergezeld van de tekst: De heYLIge oDa is bIJ goD een krachtIg VoorspraeCkeresse voor qUaeY ooge wat 1671 te zien geeft.
De kapel bevat ook twee beelden van Sint-Apollonia uit de 16e en 18e eeuw en een altaarkruis uit de 18e eeuw. De beelden van Apollonia zijn eveneens van chronogrammen voorzien: aLLe eere toegeVoegt aan De heYLIgen, die VVort gegeVen aLLeen aan goD (=1671), en: De saLIge apoLLonIa Is bIJ JesUs Voor ons Voorspraekers In De tanDpIJn (=1672). Onder het andere beeld staat: Apollonia maget teer, bewaar mij voor het tandenzeer. De beelden zijn omstreeks 1980 overgebracht naar het museum Jacob van Horne te Weert en vervangen door replica's.